# Šiljorep
Šiljorep  (djevojka, limodorum, lat. Limodorum), rod trajnica iz porodice kaćunovki (orhideja), dio je tribusa Neottieae. Priznate su tri vrste raširena od istočne Europe preko Sredozemlja do Kavkaza.
Tipična je vrsta L. abortivum (L.) Sw. (1799), koja raste i u Hrvatskoj.

## Vrste
1. Limodorum abortivum (L.) Sw.
2. Limodorum rubriflorum Bartolo & Pulv.
3. Limodorum trabutianum Batt.

## Sinonimi
- Centrosis Sw.
- Jonorchis Beck
- Lequeetia Bubani
- Limodoron St.-Lag.